# Bellator 277
Bellator 277: Макки vs. Питбуль 2 — турнир по смешанным единоборствам, организованный Bellator MMA, состоявшийся 15 апреля 2022 года в SAP центре в Сан-Хосе, США.

## Подготовка турнира

### Заглавное событие
В качестве заглавного события турнира запланирован титульный бой в полулёгком весе, в котором встретятся бразильский чемпион Патрисиу Питбуль и американец Эй Джей Макки (#1 в рейтинге).

### Предыстория
Мероприятие возглавил матч-реванш между чемпионом Bellator в полулегком весе Эй Джей Макки и Патрисио Питбулем. Ранее бойцы встречались на Bellator 263. В том бою Макки завоевал пояс чемпиона победив Питбуля в первом раунде удушающим приёмом.
Соглавным событием стал финал Гран-при Bellator в полутяжелом весе, где чемпиону Bellator в полутяжелом весе Вадиму Немкову предстоит сразиться с Кори Андерсоном за титул чемпиона мира Bellator в полутяжелом весе, а также за приз в размере 1 миллиона долларов. Немков на пути к финалу победил Фила Дэвиса единогласным решением судей и Юлиуса Англикаса удущающим приёмом в четвёртом раунде. В свою очередь Андерсон победил Довлетджана Ягшимурадова и Райана Бейдера техническим нокаутом.
На мероприятии был запланирован бой в тяжелом весе между Тимоти Джонсоном и Тайреллом Форчуном. Однако 1 марта 2022 года Bellator объявил, что Джонсон, как ожидается, встретится с Линтоном Васселом, а Форчун должен был встретиться со Стивом Моури на этом мероприятии. В свою очередь, Моури вышел из боя в конце марта и был заменен Ракимом Кливлендом.
На это событие был запланирован бой в среднем весе между Пэтом Дауни и Дэниелом Комптоном. Однако после развития синдрома красной кожи Дауни был вынужден отказаться от боя.
На мероприятии был запланирован бой в полутяжелом весе между Довлетджаном Ягшимурадовым и Тони Джонсоном. Однако из-за травмы Джонсон был вынужден отказаться от участия в бою, и его заменил бывший чемпион Bellator в среднем весе Рафаэль Карвалью.
Ожидалось, что на мероприятии состоится бой в полулегком весе между Аароном Пико и Джереми Кеннеди. Тем не менее, Кеннеди отказался от участия за 8 дней до мероприятия, и Адли Эдвардс заменил его.

## Результаты турнира
| Бой    | Весовая категория | Результат боя        | Результат боя          | Результат боя | Результат боя | Результат боя | Результат боя     | Результат боя | Способ победы                              | Раунд | Время | Рефери в ринге | Прим.           |
|        |                   | Главный кард         |                        |               |               |               |                   |               |                                            |       |       |                |                 |
| Бой 14 | Полулёгкий вес    |                      | Патрисиу Питбуль       | #1            | поб.          |               | Эй Джей Макки     | Ч             | Единогласное решение (49-46, 48-47, 48-47) | 5     | 5:00  | Джейсон Херцог | Чемпионский бой |
| Бой 13 | Полутяжёлый вес   |                      | Вадим Немков           | Ч             | vs.           |               | Кори Андерсон     | #1            | Бой признан несостоявшимся                 | 3     | 4:55  | Фрэнк Тригг    | Чемпионский бой |
| Бой 12 | Промежуточный вес |                      | Аарон Пико             | #4            | поб.          |               | Адли Эдвардс      |               | ТКО (удары руками)                         | 3     | 0:55  | Майк Белтран   |                 |
| Бой 11 | Тяжёлый вес       |                      | Линтон Вассел          | #4            | поб.          |               | Тимоти Джонсон    | #5            | ТКО (удары руками)                         | 1     | 4:21  | Блейк Грайс    |                 |
|        |                   | Предварительный кард |                        |               |               |               |                   |               |                                            |       |       |                |                 |
| Бой 10 | Полусредний вес   |                      | Тайсон Миллер          |               | поб.          |               | Ралан Грейси      |               | ТКО (остановка врачом)                     | 1     | 5:00  | Фрэнк Тригг    |                 |
| Бой 9  | Тяжёлый вес       |                      | Тайрел Форчун          | #7            | поб.          |               | Раким Кливленд    |               | ТКО (удары руками и коленом)               | 1     | 1:38  | Джейсон Херцог |                 |
| Бой 8  | Полутяжёлый вес   |                      | Довлетджан Ягшимурадов |               | поб.          |               | Рафаэл Карвалью   |               | ТКО (локти и удары руками)                 | 2     | 4:04  | Фрэнк Тригг    |                 |
| Бой 7  | Легчайший вес     |                      | Бобби Серонио III      |               | поб.          |               | Калоб Рамирес     |               | КО (удар кулаком)                          | 2     | 4:14  | Джейсон Херцог |                 |
| Бой 6  | Лёгкий вес        |                      | Гастон Боланос         |               | поб.          |               | Дэниел Кэри       |               | ТКО (удары руками)                         | 1     | 4:59  | Майк Белтран   |                 |
| Бой 5  | Полусредний вес   |                      | Кайл Кратчмер          |               | поб.          |               | Майкл Ломбардо    |               | Единогласное решение (29-28, 30-27, 30-27) | 3     | 5:00  | Блейк Грайс    |                 |
| Бой 4  | Наилегчайший вес  |                      | Эдвин Де Лос Сантос    |               | поб.          |               | Альберто Мендес   |               | Единогласное решение (30-27, 30-27, 30-27) | 3     | 5:00  | Майк Белтран   |                 |
| Бой 3  | Лёгкий вес        |                      | Рохелио Луна           |               | поб.          |               | Сократ Эрнандес   |               | ТКО (удары руками)                         | 3     | 4:48  | Блэйк Грайс    |                 |
| Бой 2  | Лёгкий вес        |                      | Лэрд Андерсон          |               | поб.          |               | Дж. Т. Дональдсон |               | Самбишн (удушение сзади)                   | 1     | 2:44  | Фрэнк Тригг    |                 |
| Бой 1  | Полутяжёлый вес   |                      | Тео Хейг               |               | поб.          |               | Алан Бенсон       |               | Самбишн (удушение сзади)                   | 1     | 2:08  | Джон Шарп      |                 |

## Награды[15]
- Патрисиу Питбуль: 250 000 долларов, поб. Эй Джей Макки: 250 000 долларов
- Вадим Немков: 80 000 долларов против Кори Андерсона: 250 000 долларов
- Аарон Пико: 75 000 долларов, поб. Адли Эдвардс: 50 000 долларов
- Линтон Вассел: $138 000 (включая бонус за победу $69 000) поб. Тимоти Джонсон: 75 000 долларов
- Тайрелл Форчун: 75 000 долларов, поб. Раким Кливленд: 30 000 долларов
- Тайсон Миллер: $4000 (включая бонус за победу $2000) поб. Рален Грейси: 5000 долларов
- Довлетджан Ягшимурадов: $70 000 (включая бонус за победу $35 000) поб. Рафаэл Карвалью: 30 000 долларов
- Гастон Боланос: $50 000 (включая бонус за победу $25 000) поб. Дэниел Кэри: 12 000 долларов
- Бобби Серонио III: 4000 долларов (включая бонус за победу 2000 долларов) поб. Калоб Рамирес: 2000 долларов
- Кайл Крачмер: $50 000 (включая бонус за победу $25 000) поб. Майкл Ломбардо: 20 000 долларов
- Эдвин Де Лос Сантос: 4000 долларов (включая бонус за победу 2000 долларов) поб. Альберто Мендес: 2000 долларов
- Рохелио Луна: $4000 (включая бонус за победу $2000) поб. Сократес Эрнандес: 2000 долларов
- Лэрд Андерсон: $4000 (включая бонус за победу $2000) поб. Джей Ти Дональдсон: 2000 долларов
- Тео Хейг: $4000 (включая бонус за победу $2000) поб. Алан Бенсон: 2000 долларов